# Замок Хоэнашау
Замок Хоэнашау (нем. Schloss Hohenaschau) — замок, расположенный на холме в городе Ашау-им-Кимгау, на баварской границе с Тиролем. Один из крупнейших замков в Баварии.

## Исторический обзор

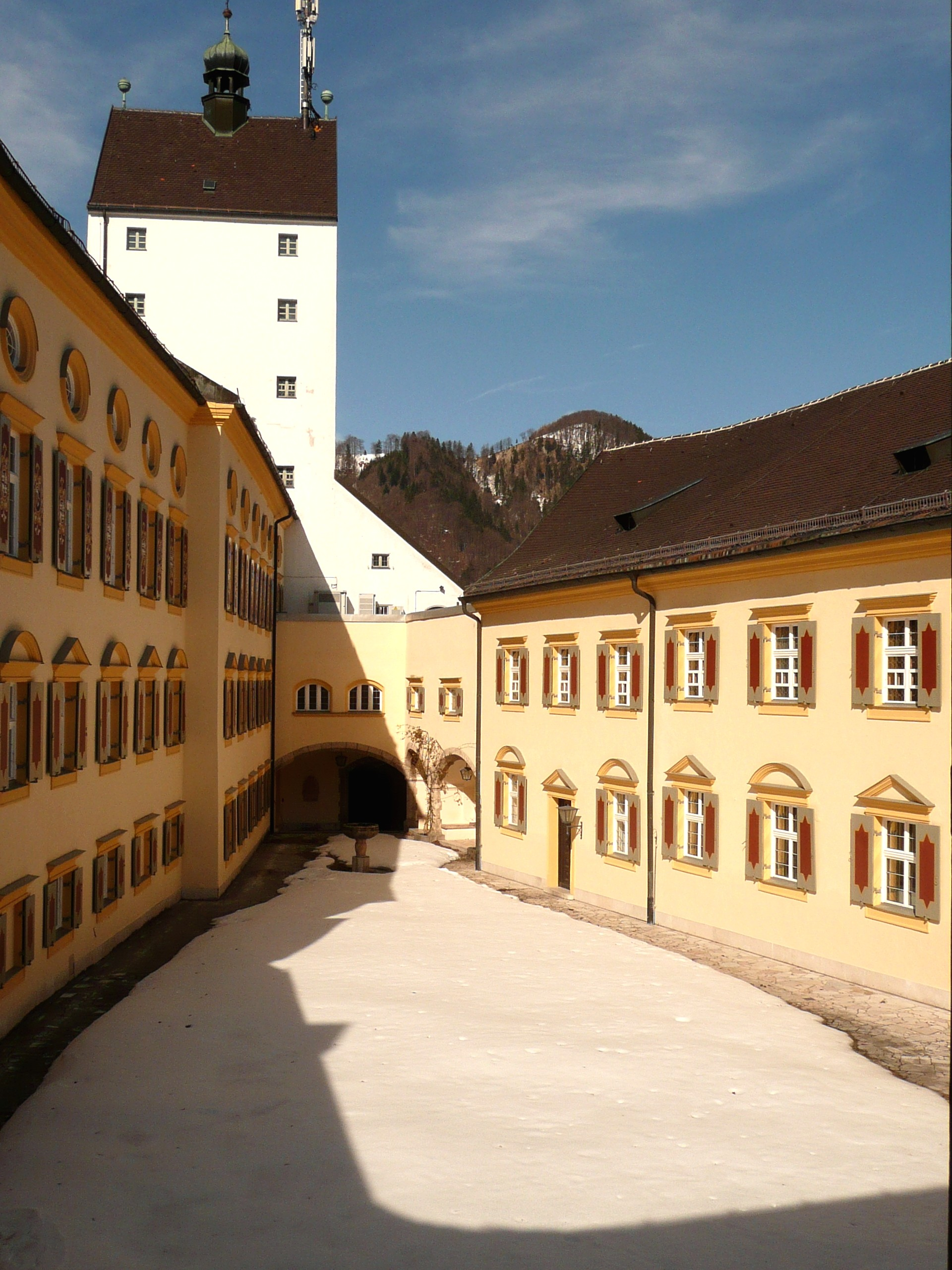
Внутренний двор

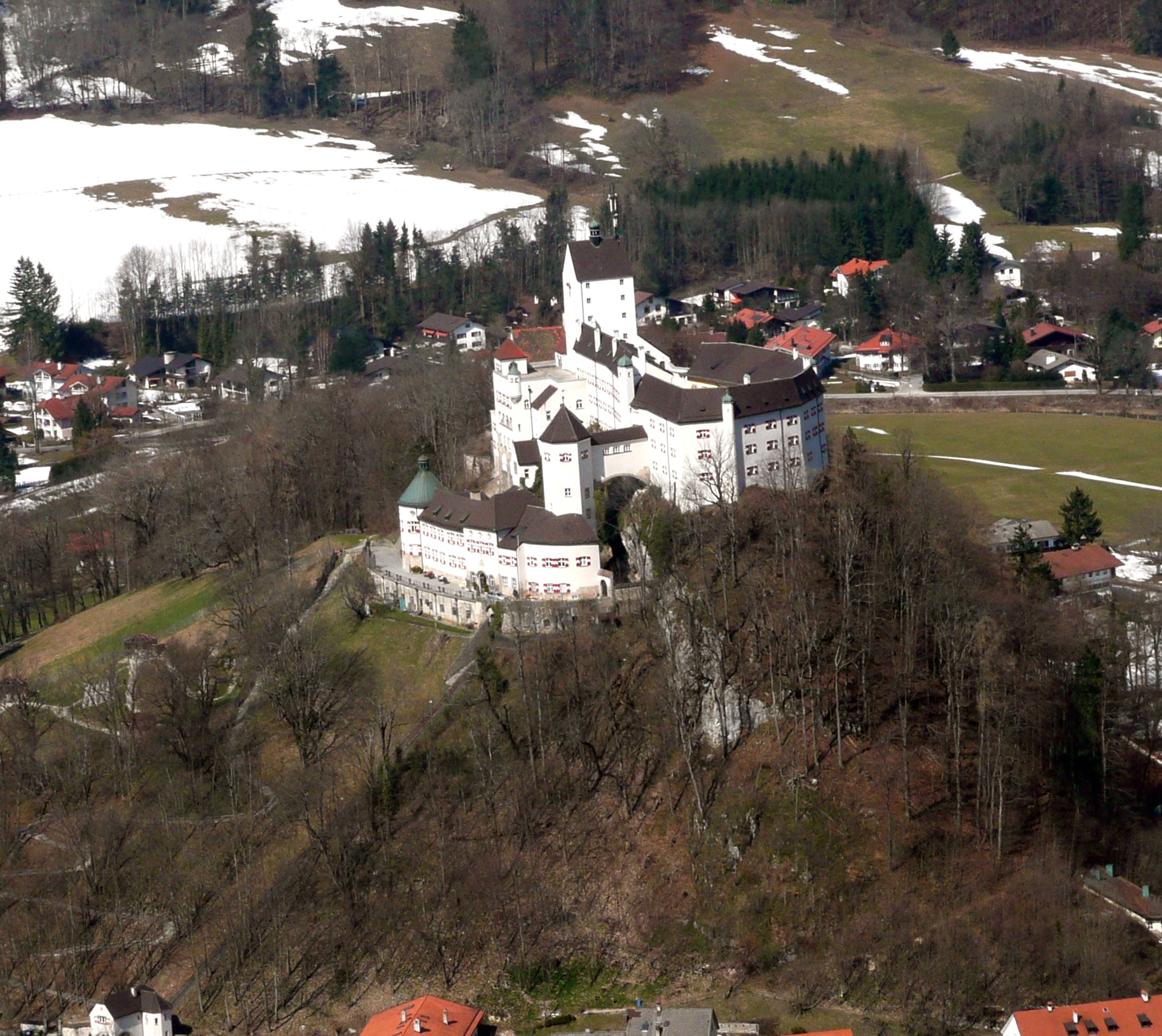
Замок Хоэнашау

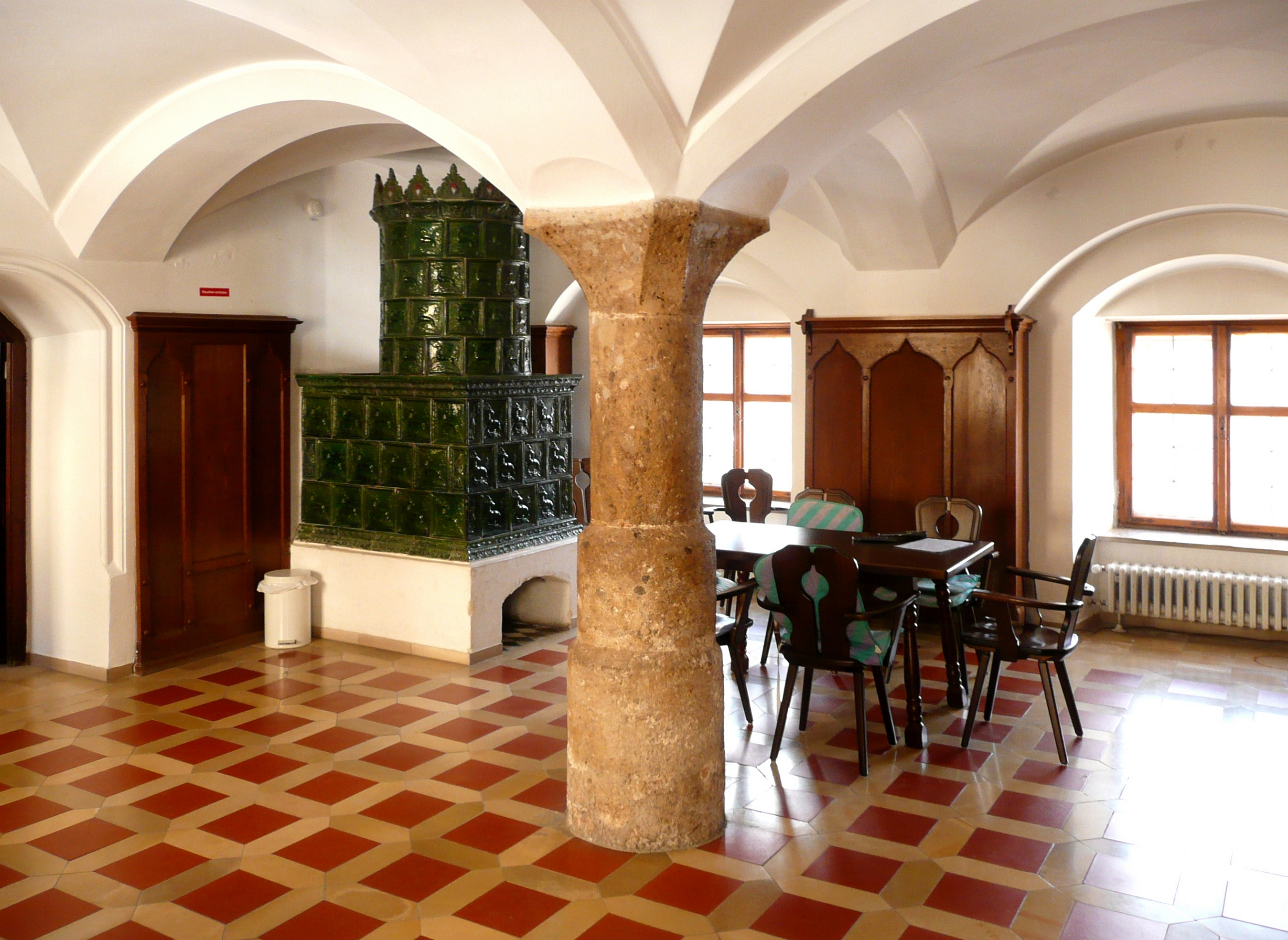
Одна из готических комнат

С 891 года территория вокруг замка находилась во владении архиепископства Зальцбурга. До 1158 года земли были переданы графам Фалькенштейн-Нойбург.
Замок возведён около 1165 года братьями Конрадом и Арнольдом фон Гирнсбергами. Около 1170 года Замок Ашау (нем. Castro Aschawe) упоминается в средневековом Codex Falkensteinensis.
В 1327 году во владение вступил Ашауэр, который из-за финансовых трудностей потерял его. В 1328—1374 замок принадлежал Маунтнеру фон Бургхаузену, но уже в 1374 имущество перешло к барону Конраду фон Фрейбергу.
Под властью богатых и могущественных баронов Фрейбергов, владевших замком до 1606 года, Хоэнашау переживал расцвет. В 1540 году Панкрац фон Фрейберг, который расширил свои владения, капитально перестроил замок в ренессансном стиле. Однако он был заточен в тюрьму баварским герцогом Альбрехтом V за принятие протестантизма. В 1565 году Панкрац умер, а в 1606 году умер его сын Вильгельм без наследника мужского пола.
Около 1608 года новым владельцем замка стал барон Иоганн Кристоф фон Прейсинг в результате брака с Бенигно фон Фрейберг. В 1672—1686 при графа Максе II фон Прейсинге замок претерпел значительные изменения. В стиле барокко был оформлен зал в южном крыле замка. Появилась сводная барочная часовня. В этот период здесь работали художники Йозеф Эдер и Яков Карнутш.
В конце XVIII веке Хоэнашау обветшал.
С отменой аристократических привилегий в Баварии в 1848 году замок окончательно утратил своё административное значение. После смерти последнего из рода Прейсингов в 1853 году владельцы замка часто менялись.
Наконец, в 1875 году его приобрёл промышленник Теодор фон Крамер-Клетт. В 1905—1908 его сын Теодор-младший провёл масштабную реконструкцию и модернизацию замка. Во время Первой мировой войны помещения использовались как больница. В 1942 году Бенедикт Людвиг Крамер-Клетт вынужден был продать Хоэнашау немецкому рейху. Замок был превращён в здание флота. Во владении семьи осталась только часовня.
С 1960 года основная часть замка, сдаваемого в аренду, используется как центр отдыха и досуга.
В 2006 году проведены значительные ремонтные работы. Доступ населения ограничен.